# Sastav Reka
Sastav Reka (em cirílico: Састав Река) é uma vila da Sérvia localizada no município de Crna Trava, pertencente ao distrito de Jablanica, na região de Vlasina. A sua população era de 30 habitantes segundo o censo de 2002.

## Demografia
| 1948 | 1953 | 1961 | 1971 | 1981 | 1991 | 2002 | 2011 |
| ---- | ---- | ---- | ---- | ---- | ---- | ---- | ---- |
| 0    | 11   | 18   | 21   | 55   | 53   | 40   | 30   |